# Rejsen til Amerika
Rejsen til Amerika (originaltitel: An American Tail) er en animationsfilm, der er produceret af Steven Spielberg's Amblin Entertainment og instrueret af Don Bluth og som første gang blev vist i en biograf den 21. november 1986.

## Handling
Efter at en hær af katte har ødelagt deres landsby beslutter den russisk-jødiske musefamilie at immigrere til Amerika, hvor de har hørt at der ikke findes katte.

## Danske stemmer
- David Sebastian Buus: Feivel Musekewitz
- Jesper Klein: Papa Muskowitz
- Elin Reimer: Mama Moskowitz
- Marie Ingerslev: Tanja Musekewitz
- Kjeld Nørgaard: Steen sikker rotte
- Steen Springborg: Tiger
- Jess Ingerslev: Henri
- Thomas Eje: Ærlige John
- Lillian Tillegreen: Gussie Mussenheimer
- Karin Wedel: Bridget
- Henrik Koefoed: Ciffert
- Martin Vieth: Toni Toponi